# Matthäus Merian, el Joven
Matthäus Merian, el Joven (Basilea, Suiza, 25 de marzo de 1621 – Fráncfort del Meno, Alemania, 15 de febrero de 1687) fue un pintor, grabador y editor suizo.

## Biografía
Matthäus Merian era el hijo mayor del grabador en cobre Matthäus Merian, llamado el Viejo (1593-1650) y su primera esposa María Magdalena, nacida de Bry. Su media hermana era Maria Sibylla Merian. Al morir su abuelo Johann Theodor de Bry, su padre se hizo cargo de su editorial en Fráncfort, donde Matthäus el Joven se convirtió en alumno de Joachim von Sandrart. Con él se fue a Ámsterdam en 1637, a casa de  Anthonis van Dyck en Londres en 1639 y a París en 1641. 
En 1642 Merian regresó a Fráncfort, pero permaneció en Italia de 1643 a 1647 haciendo estudios. En 1647 tomó parte como agente político y representante de varios príncipes en el Congreso de la Paz de Núremberg, de cuyos participantes hizo retratos. Desde 1647/48 también estuvo al servicio del general Carl Gustaf Wrangel, a quien retrató varias veces. 
Después de la muerte de su padre en 1650, dirigió la editorial junto con su hermano menor Caspar Merian y publicó otros volúmenes de la Topographia Germaniae y el Theatrum Europaeum. Sin embargo, aparte de estas series, la editorial no produjo casi ningún libro. Merian alcanzó sus mayores éxitos como retratista, por ejemplo, en la coronación de Leopoldo I en Fráncfort en 1658. Merian también creó retablos, entre otros para la catedral de Bamberg y la Iglesia de los Descalzos (Barfüßerkirche) de Fráncfort. 
Merian murió el 15 de febrero de 1687 en Fráncfort. Se conserva su tumba en el patio de la iglesia de san Pedro en esta ciudad.